# Episodi di Gamers Mania (seconda stagione)
- Episodio 01: "The Ringer" 18 luglio 2016
- Episodio 02: "La torcia del maiale Olimpo" 25 luglio 2016
- Episodio 03: "The Luchador" 1 agosto 2016
- Episodio 04: "Il Rankening" 8 agosto 2016
- Episodio 05: "Il Protégé" 15 agosto 2016
- Episodio 06: "The Stump War" 27 agosto 2016
- Episodio 07: "The Prison Escape Movie" 3 settembre 2016
- Episodio 08: "Il lungo weekend" 17 settembre 2016
- Episodio 09: "Il fantasma" 1 ottobre 2016
- Episodio 10: "The Has-Been's Back" 8 ottobre 2016
- Episodio 11: "I DJ" 15 ottobre 2016
- Episodio 12: "Il detective" 5 novembre 2016
- Episodio 13: "The Arcade Hero" 2 gennaio 2017
- Episodio 14: "Le punture" 2 gennaio 2017
- Episodio 15: "The Rodeo" 2 gennaio 2017
- Episodio 16: "La grande città" 2 gennaio 2017
- Episodio 17: "Episodio 35" 20 febbraio 2017
- Episodio 18: "Episodio 37" 6 marzo 2017